# Rolls-Royce Silver Shadow

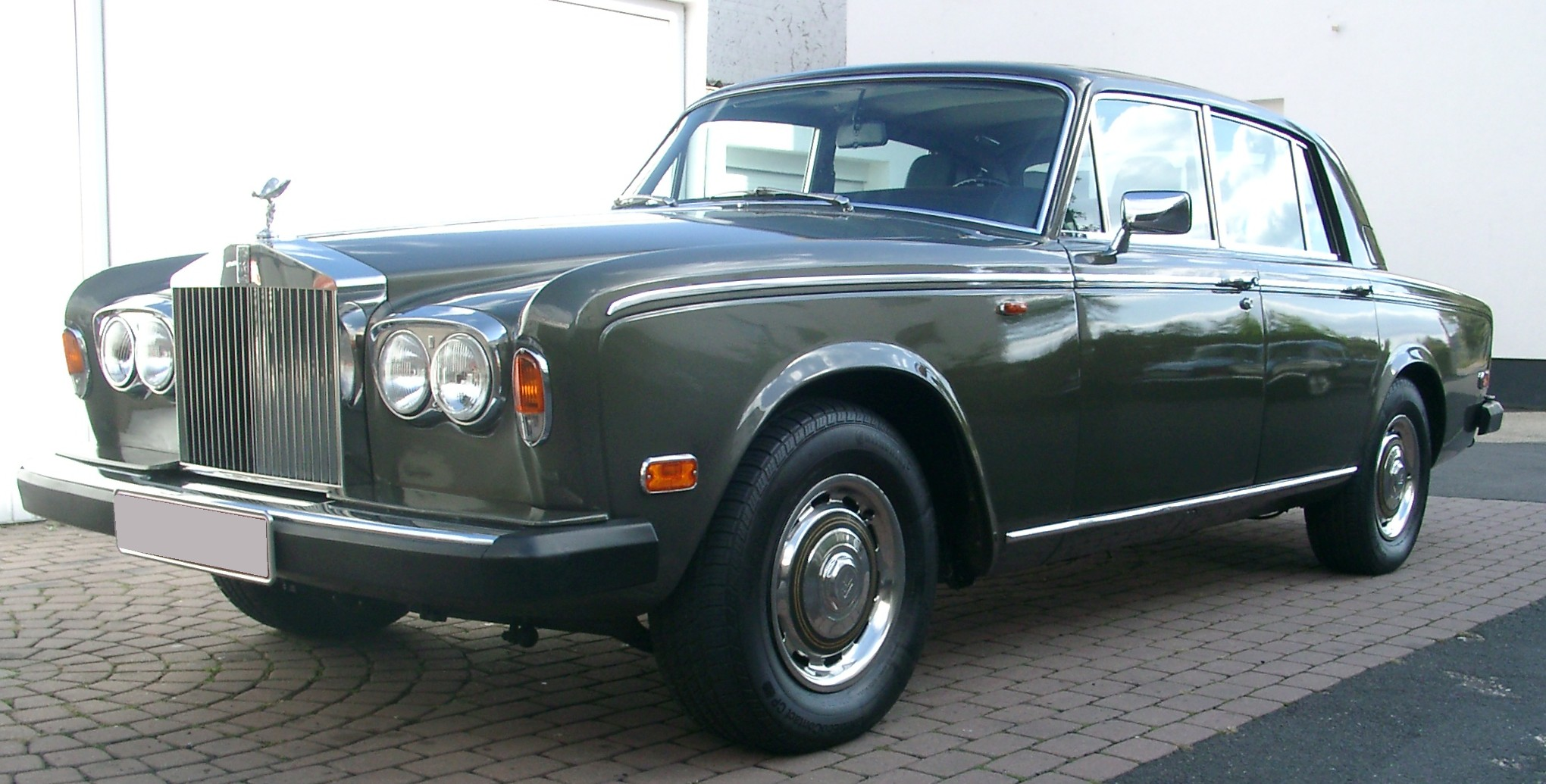
Rolls-Royce Silver Shadow II

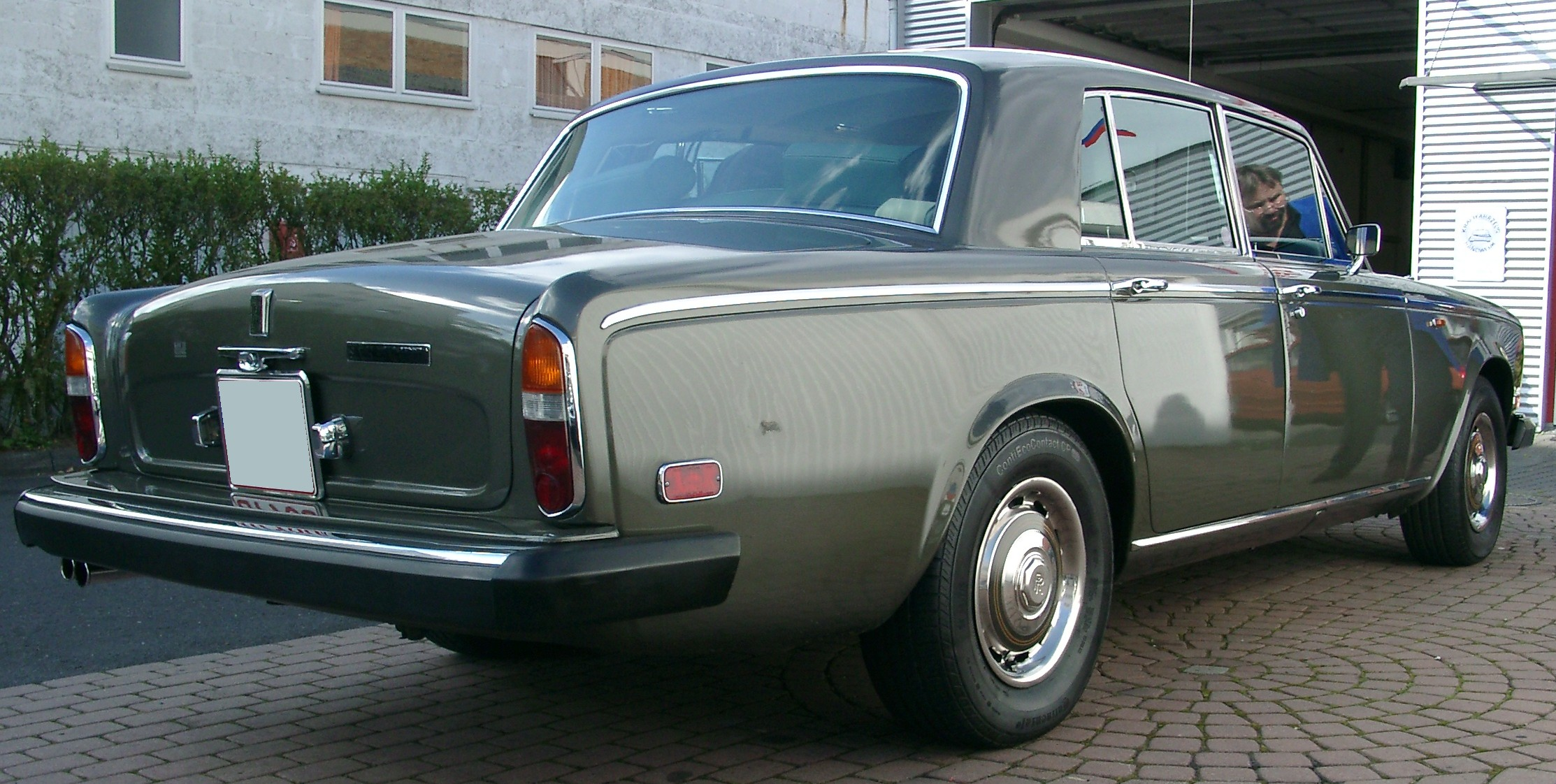
Heckansicht eines Rolls-Royce Silver Shadow II

Der Rolls-Royce Silver Shadow (deutsch: Rolls-Royce Silberner Schatten) ist ein Oberklassefahrzeug von Rolls-Royce. Er löste 1965 den Silver Cloud ab und wurde in zwei Modellreihen bis 1980 produziert. Das Nachfolgemodell war der Silver Spirit.

## Modellgeschichte
1963 hatte der Mercedes-Benz 600 neue Maßstäbe in der Oberklasse gesetzt und ließ den ohnehin konservativ ausgelegten Silver Cloud sowohl gestalterisch als auch technisch einigermaßen alt aussehen. Tatsächlich hatten bereits vor 1955 Entwicklungsarbeiten begonnen, die schließlich im 1965 präsentierten Silver Shadow mündeten. Dabei gelang der Sprung zu innovativer Technik und einer modernen Linie, die allgemein als gelungen Anerkennung fand. Sie wurde unter der Leitung von John Blatchley entworfen, der Elemente des einige Jahre zuvor entwickelten Konzeptfahrzeugs Rolls-Royce Rangoon aufgriff. Gleichzeitig wurde das baugleiche Schwestermodell Bentley T-Series vorgestellt. Der Bentley unterschied sich lediglich durch andere Markenembleme, Kühlergrill und an den Grill angepasste Motorhaube vom Silver Shadow.
Die erste Serie des Silver Shadow war der nachträglich so genannte Silver Shadow I. Nach der Modellpflege im Jahr 1977 hieß das Modell Silver Shadow II. Auffallende äußere Änderungen waren der neu gestaltete Kühlergrill sowie die nun voluminöseren Stoßstangen mit Kunststoffummantelung. Schon Ende 1973 waren letztere in den USA vorgeschrieben; daher sind sie allein genommen kein sicheres Unterscheidungsmerkmal.
Ab 1969 wurde der Silver Shadow  mit einem um zehn Zentimeter verlängerten Radstand angeboten. Eine Pilotserie von 10 Fahrzeugen war bereits 1966/67 fertiggestellt worden; einer der ersten Kunden war Prinzessin Margaret. Sie erhielt später weitere Fahrzeuge dieser Baureihe. Diese verlängerte Version wurde bei Einführung des Silver Shadow II als Silver Wraith II bezeichnet; bei der ersten Baureihe bezeichnete Rolls-Royce dieses Modell als Silver Shadow Long Wheel Base (d. h. langer Radstand; abgekürzt LWB).
Der Silver Wraith wurde überwiegend mit einem Everflex-Dach ausgeliefert. Das ist ein mit PVC-beschichtetem Gewebe bezogenes Dach, angeboten in verschiedenen Farben. Hingegen wurde der Silver Shadow mehrheitlich ohne dieses Dach gekauft.
Der Silver Shadow war ebenfalls als Two Door Saloon und ab 1967 auch als Cabriolet lieferbar. Diese Varianten wurden 1971 in Rolls-Royce Corniche umbenannt. Sie wurden bis 1991 bei Mulliner Park Ward gefertigt.
Mit über 29.000 Exemplaren (alle Modelle einschließlich Corniche) war der Rolls-Royce Silver Shadow der bis dahin mit Abstand meistgebaute Rolls-Royce. Die große Nachfrage bedingte zeitweise Lieferfristen von mehr als zwei Jahren. Betriebswirtschaftlich markierte der Silver Shadow eine Wende bei Rolls Royce. Hatte bisher der Flugzeugmotorenbau die prestigeträchtige Automobilfertigung subventioniert, lief die Pkw-Produktion nun gewinnbringend, während das übrige Unternehmen in eine schwere Krise geriet, 1971 gar Konkurs anmelden musste und nur durch wohlwollende Verstaatlichung ein Zusammenbruch verhindert werden konnte.

## Technik

### Karosserie und Fahrwerk
Karosserie und Fahrwerk wurden gänzlich neu konzipiert. Dazu gehörten eine bei Pressed Steel hergestellte selbsttragende Karosserie, Scheibenbremsen, Einzelradaufhängung und Zentralhydraulik. Silver Shadow und das Schwestermodell Bentley T waren außen in allen Dimensionen kleiner als vorige Modelle und leichter, dennoch war der Innenraum wegen der selbsttragenden Karosserie größer. Zur weiteren Gewichtseinsparung wurden Türen, Motorhaube und Kofferraumdeckel aus Leichtmetall gefertigt.
Eine Besonderheit stellte die an Patente von Citroën angelehnte Zentralhydraulik mit Niveauregulierung dar, die anders als bei Citroën aber keine Federungsfunktion oder Lenkunterstützung übernahm. Stattdessen wurde das System zusätzlich für den Betrieb von zweien der insgesamt dreikreisigen Bremsanlage genutzt: Zwei von der Nockenwelle angetriebene Hochdruck-Kolbenpumpen speisten einen Öl-Druckbehälter. Ein erster daran angeschlossener Kreis wirkte auf die Vorderräder und lieferte außerdem das Drucköl für die Niveauregulierung. Ein zweiter Kreis wirkte über separate Bremssättel (also insgesamt vier Bremssättel an den Vorderrädern) ebenfalls auf die Vorderräder und übernahm außerdem zu 42 % die Übertragung der Bremskraft auf die Hinterräder. Ein dritter zwar hydraulischer, aber nicht im Zentralhydrauliksystem integrierter Bremskreis übernahm die übrigen 58 % der auf die Hinterräder wirkenden Bremskraft, wobei es hier nur einen Bremssattel je Scheibe gab, der beide Drucksysteme kombinierte. Dieses überaus aufwendige und komplexe Bremssystem wurde noch um die mechanisch auf die Hinterräder wirkende Handbremse ergänzt. 1975 erfolgte die Vereinfachung auf ein Zweikreisbremssystem.
Die Niveauregulierung selbst arbeitete permanent, wobei es zwei verschiedene Arbeitsstufen für Stand und Fahrt gab. Die unter allen Belastungsbedingungen gleiche Fahrhöhe wurde anfangs durch drei Fühler reguliert, wobei hydraulische Druckzylinder auf die Schraubenfedern wirkten. Der Mechanismus arbeitete zeitverzögert, sodass er sich etwa bei Kurvenfahrt nicht bemerkbar machte. Die Niveauregulierung an der Vorderachse entfiel 1969.
Die Servolenkung entsprach mit einer geteilten Lenksäule progressiven Sicherheitsansprüchen, wurde in Europa jedoch wegen ihrer indirekten Auslegung kritisiert, die ein eher schwammiges Fahrgefühl vermittelte. Mit Einführung des Shadow II wurde auf eine direkter wirkende Zahnstangenlenkung umgestellt. Anfangs hatte sich Rolls Royce wegen des geringen Abrollgeräusches noch für Diagonalreifen entschieden, 1972 erfolgte dann aber doch noch der Wechsel auf Radialreifen, und Niederquerschnitts-Radialreifen ab 1974 erforderten eine Verbreiterung der Kotflügel.

### Ausstattung
Die bisherige Sitzbank vorn der Vorgängertypen wich im Silver Shadow elektrisch verstellbaren Einzelsitzen. Der Grundkörper des Armaturenbretts war nicht mehr symmetrisch, sodass für Links- und Rechtslenker-Ausführung nun unterschiedliche Tafeln eingebaut werden mussten. Zur aufpreispflichtigen Ausstattung zählten ein Himmel aus Leder, getönte Scheiben und Raumluftkühlung. 1969 wurde die Innenausstattung entsprechend geänderter Sicherheitsbestimmungen in den USA angepasst. Ab 1970 erfolgte der Einbau einer Zentralverriegelung, ab 1973 war ein Tempomat verfügbar. Ein Merkmal des Silver Shadow II ist eine aufwendige Klimaanlage, die zuvor bereits im Rolls-Royce Camargue eingesetzt wurde. Zudem wurde das Armaturenbrett überarbeitet.

### Motor und Leistung
Der 1959 eingeführte V8-Motor wurde für den Silver Shadow modifiziert übernommen. Neue Zylinderköpfe ergaben eine erhöhte Verdichtung und dementsprechend gesteigerte Leistung. Für Einsatzgebiete mit schlechter Kraftstoffqualität stand eine Variante mit verringerter Verdichtung zur Verfügung. Die Zugänglichkeit der Zündkerzen wurde durch eine geänderte Anordnung verbessert. Der Hubraum des Motors wurde 1970 von 6230 cm³ auf 6750 cm³ vergrößert. Die Motorleistung verschwieg Rolls-Royce damals und bezeichnete sie als „ausreichend“. Tatsächlich war der Motor auf niedrige Literleistung ausgelegt: Der 6230-cm³-Motor leistete 131 kW (178 PS) bei 4500/min; der ab 1970 gebaute 6750-cm³-Motor 147 kW (200 PS) bei ebenfalls 4500/min. Das maximale Drehmoment lag bei ca. 500 Nm bzw. 550 Nm bei jeweils 2500/min. Diese Angaben sind beispielhaft – aufgrund Auslieferung mit unterschiedlichen Verdichtungen und ggf. Abgasreinigungssystemen können die Leistungsdaten auch abweichen. 1975 wurde eine kontaktlose Elektronikzündung eingeführt. Die 4-Gang-Automatik der Vorgängertypen wurde zunächst übernommen, jedoch mit geänderter Übersetzung und elektrisch gesteuertem Schalthebel. 1968 wurde eine Dreigang-Automatik als Standard eingeführt, die es zuvor bereits für Exportmärkte gegeben hatte. Die bisherige Teilung der Kardanwelle durch ein Mittellager konnte durch die verringerte Fahrzeuglänge und die steifere Karosserie entfallen. Der Silver Shadow II erhielt eine überarbeitete Vergaser- und Auspuffanlage. Er beschleunigte in 11,0 Sekunden auf 100 km/h; die Höchstgeschwindigkeit wurde mit 190 km/h gemessen. Der durchschnittliche Benzinverbrauch betrug 22 Liter je 100 Kilometer.

## Sonderaufbauten
Einige Silver Shadow wurde von unabhängigen Karosseriewerkstätten nachträglich modifiziert.
- So erstellte Coachwork FLM Panelcraft auf Basis des Silver Shadow etwa ein halbes Dutzend Kombifahrzeuge.

- Neben den Two-Door-Saloon-Modellen von Rolls-Royce selbst stellte der britische Karosseriebauer James Young Coachbuilder 35 Rolls-Royce und 15 Bentley Two Door Saloon her, die sich in ihrer Linie deutlich stärker an der Limousine orientierten als die Coupés von Mulliner Park Ward.

- Der Londoner Karosseriehersteller Hooper entwickelte 1974 einen viertürigen Landaulet auf der Basis des Silver Shadow. Von dem als Hooper Landaulette bezeichneten Fahrzeug wurden nur wenige Exemplare gebaut.[9]

## Produktionszahlen des Rolls-Royce Silver Shadow
| Typ                                                  | Zeitraum  | Anzahl |
| ---------------------------------------------------- | --------- | ------ |
| Rolls-Royce Silver Shadow LWB                        | 1969–1977 | 2.776  |
| Rolls-Royce Silver Shadow two door saloon            | 1965–1971 | 591    |
| Rolls-Royce Silver Shadow, James Young 2 door saloon | 1966–1971 | 15     |
| Rolls-Royce Silver Shadow Pininfarina coupé          | 1968      | 1      |
| Rolls-Royce Silver Shadow Cabriolets                 | 1967–1971 | 505    |
| Rolls-Royce Silver Shadow II                         | 1977–1980 | 8.425  |
| Rolls-Royce Silver Wraith II                         | 1977–1980 | 2.145  |

Die erste Baureihe erhielt den Zusatz der römischen Ziffer I erst nach Einführung der zweiten Baureihe; daher ist in dieser Tabelle der Produktionszahlen die originale Bezeichnung aus den Produktionsjahren angegeben.

## Galerie

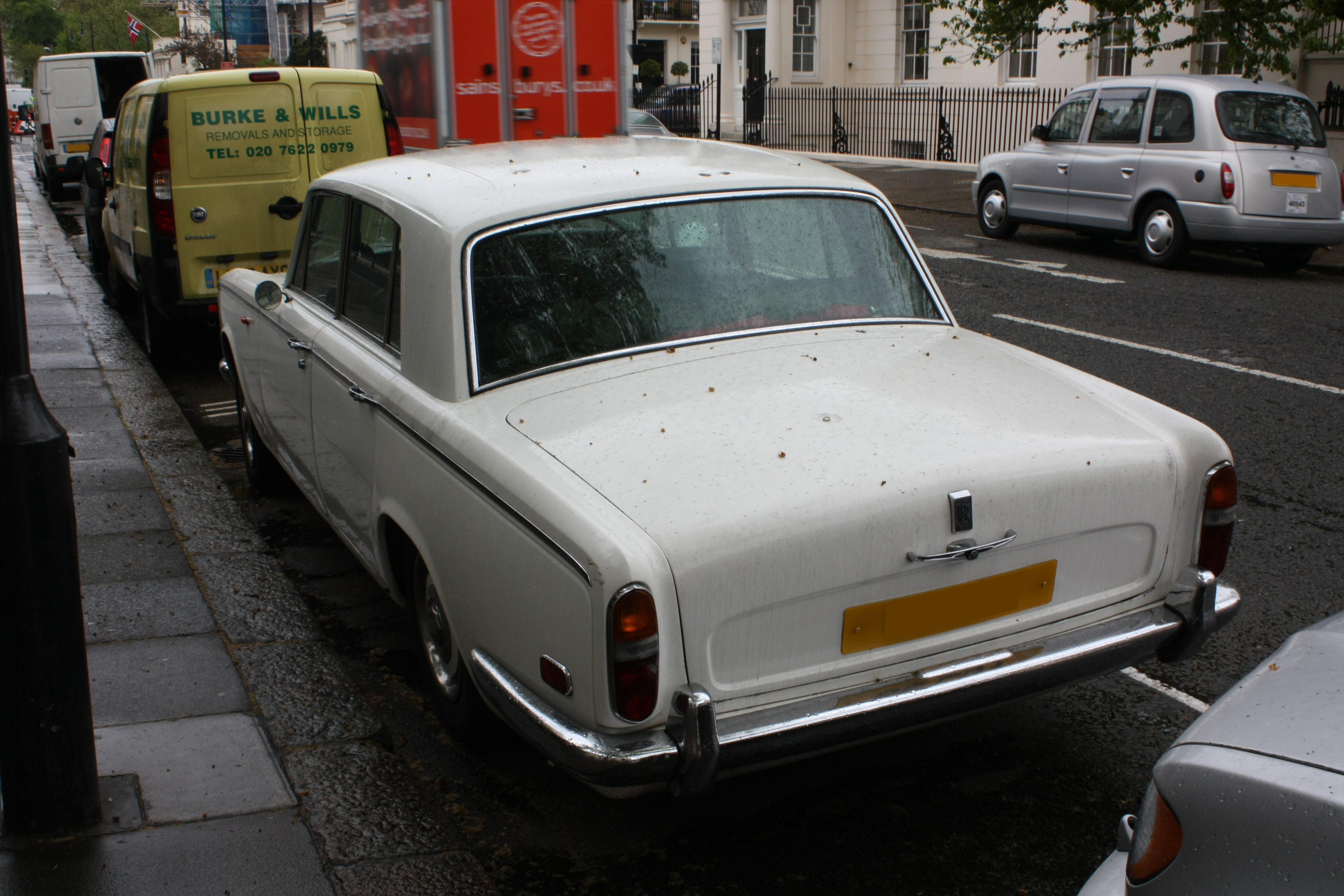
Heckpartie eines Silver Shadow I
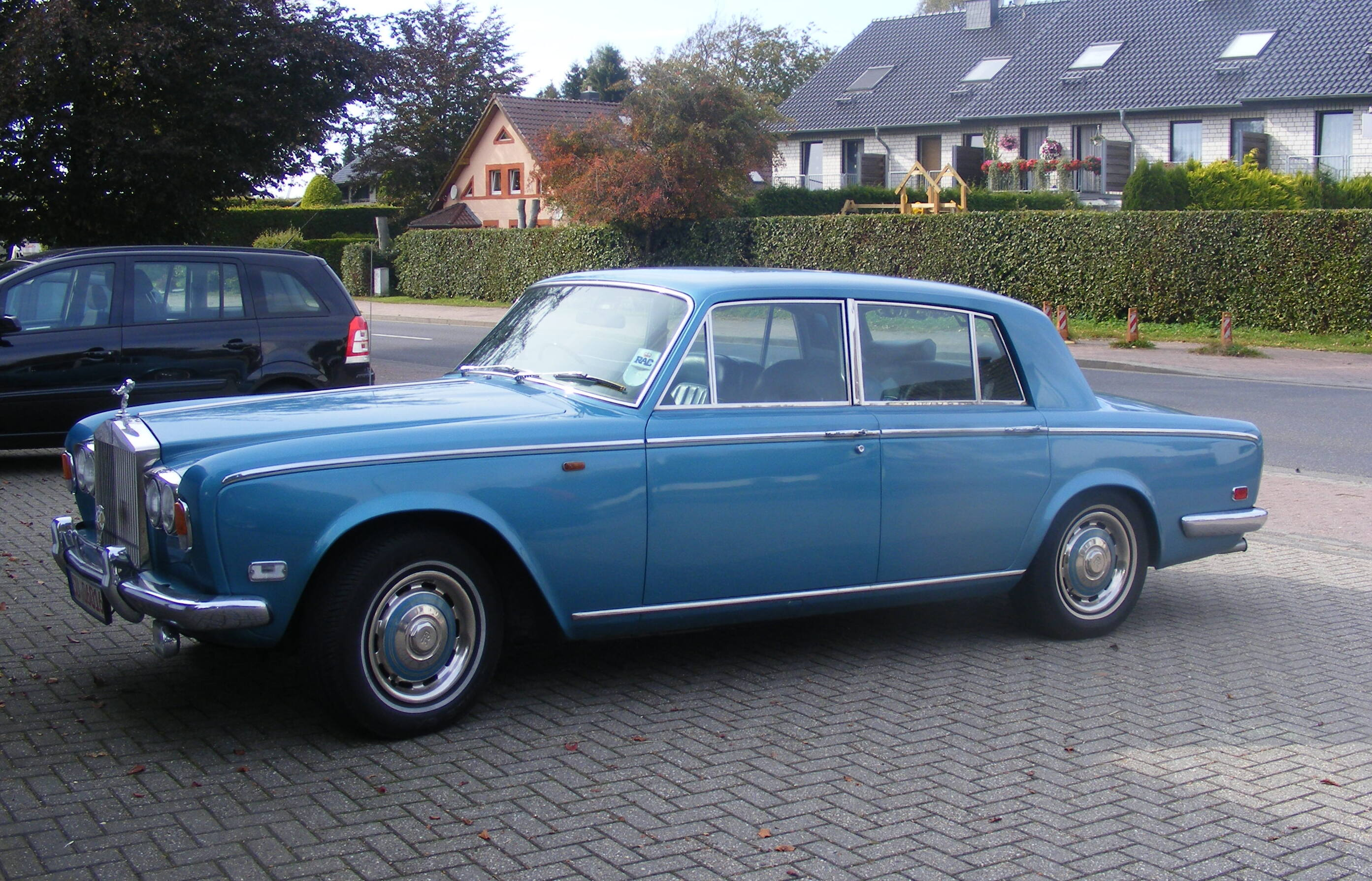
Silver Shadow I
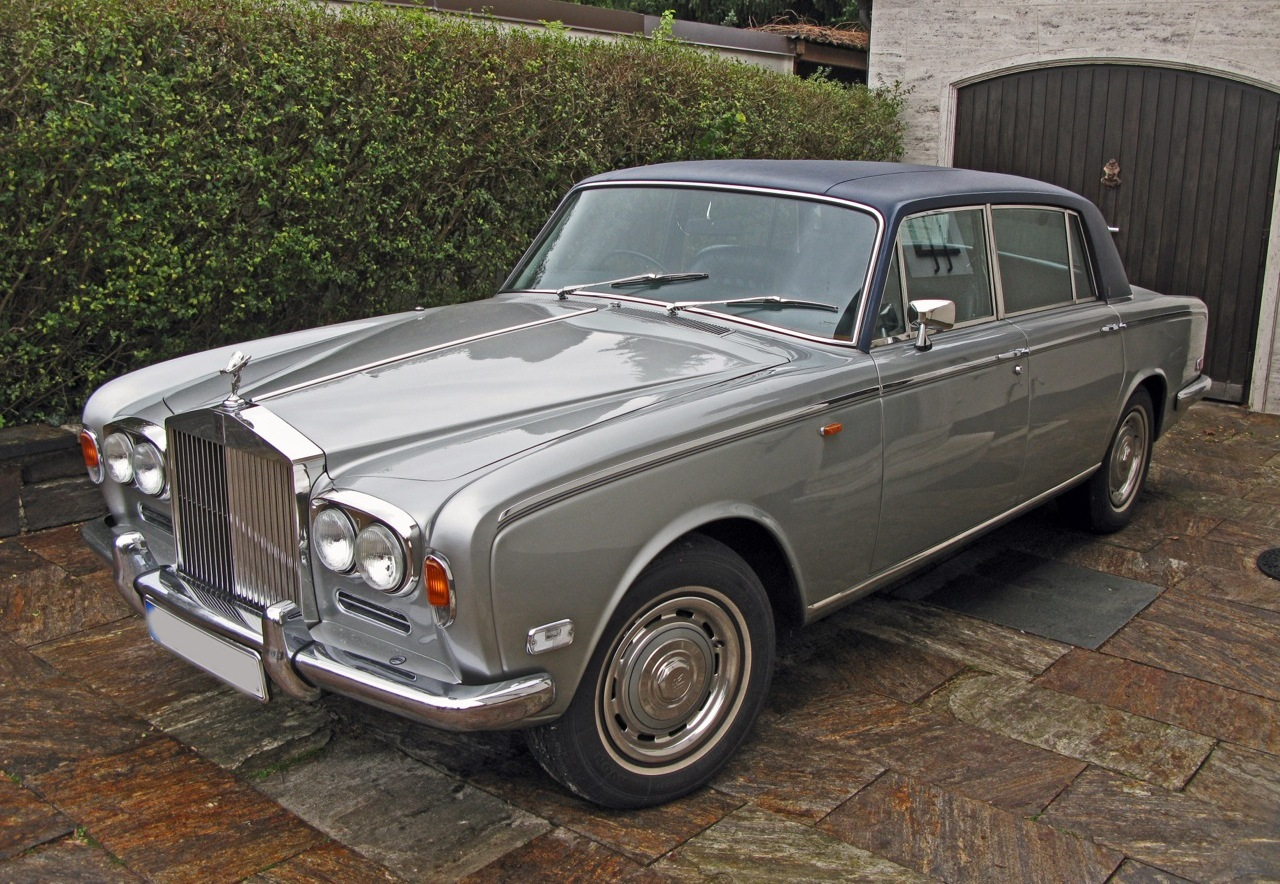
1973 Silver Shadow I Long Wheel Base
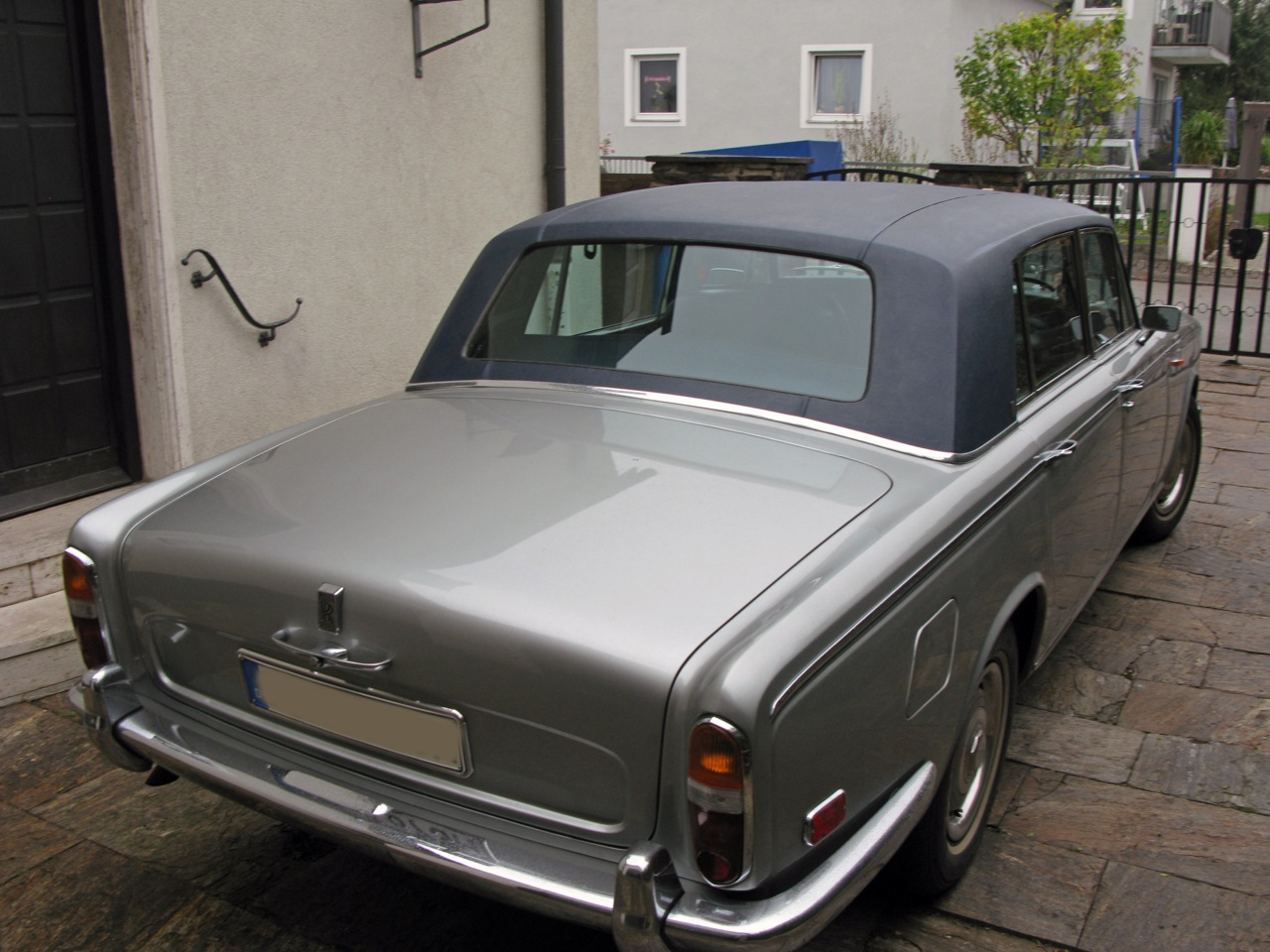
1973 Silver Shadow I Long Wheel Base Heckansicht mit kleiner Heckscheibe und Everflexdach
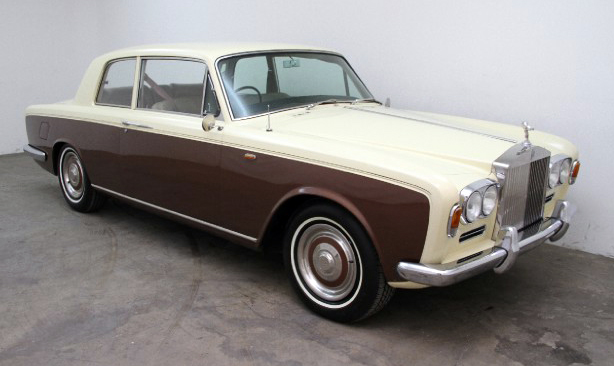
1967 Silver Shadow James Young Coupé
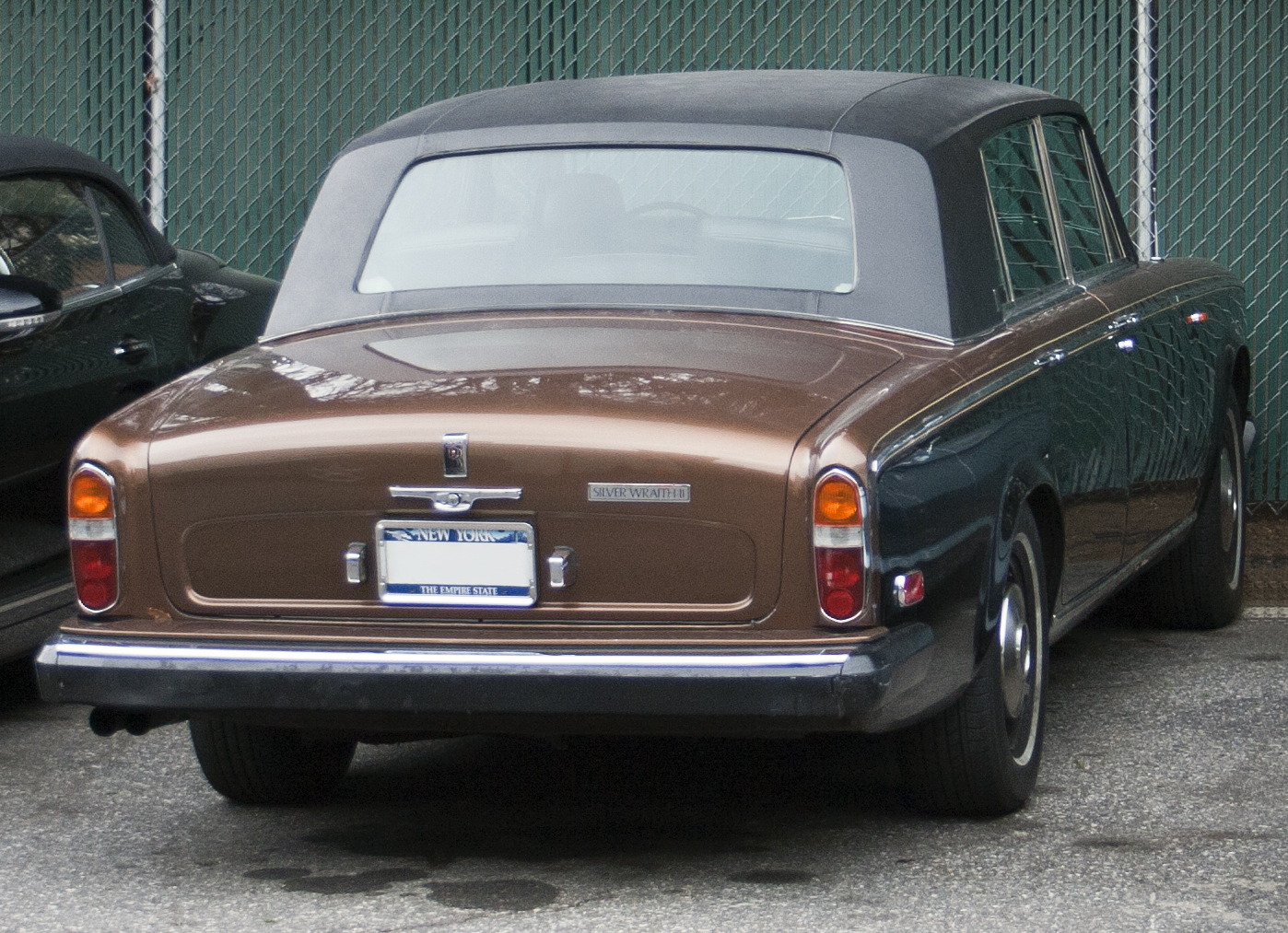
Silver Wraith II
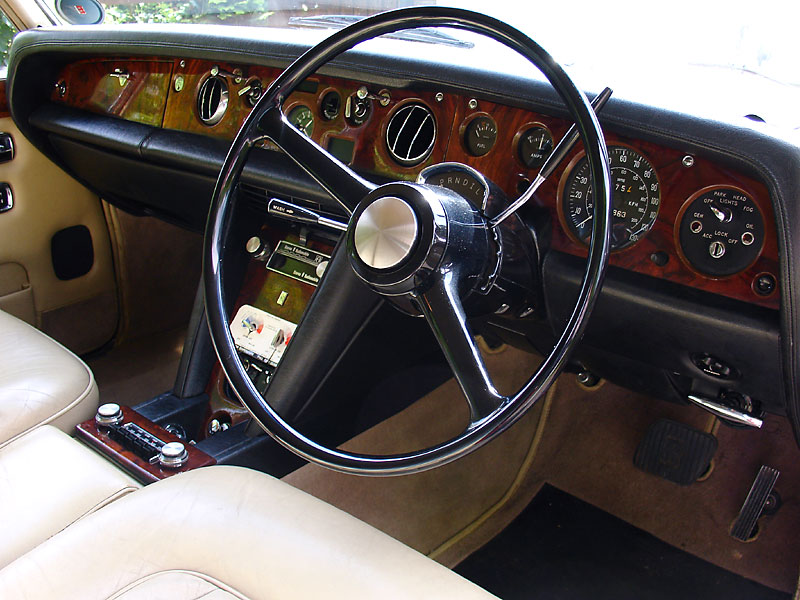
Interieur eines Silver Shadow I
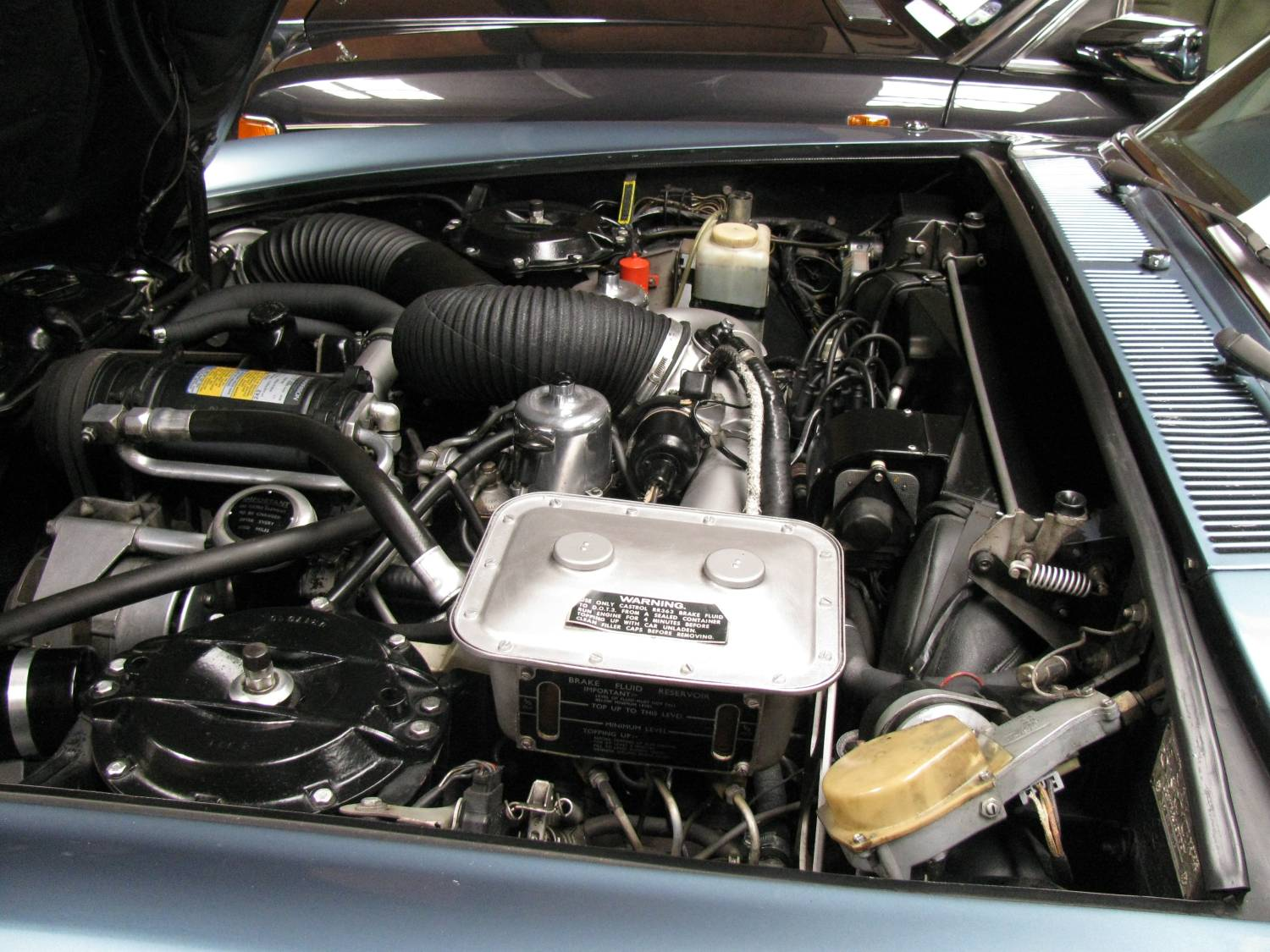
Motor des Rolls-Royce Silver Shadow mit 6,75 Litern Hubraum
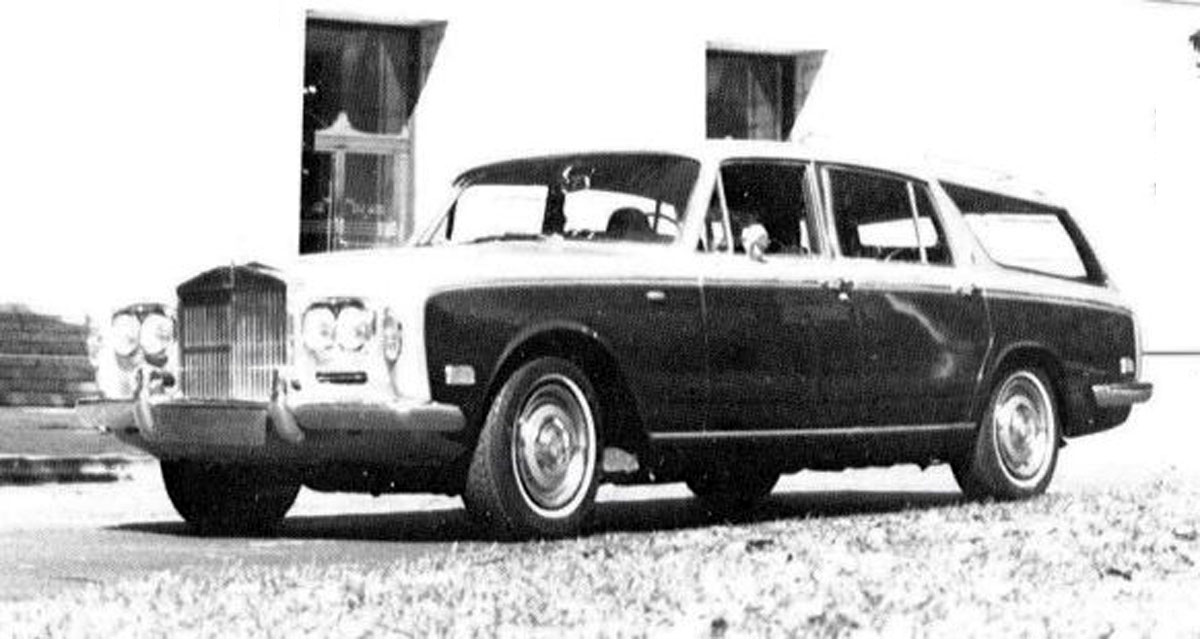
Ein von FLM Panelcraft zum Kombiwagen umgebauter Silver Shadow I